# 吕普朗泰
吕普朗泰（法語：Luplanté，法語發音：[lyplɑ̃te]）是法国厄尔-卢瓦省的一个市镇，属于沙特尔区。

## 地理
吕普朗泰（48°18'0"N, 1°23'56"E）面积16.65 平方千米，位于法国中央-卢瓦尔河谷大区厄尔-卢瓦省，该省份为法国北部内陆省份，北起顺时针与厄尔省、伊夫林省、埃松省、卢瓦雷省、卢瓦-谢尔省、萨尔特省和奧恩省接壤。
与吕普朗泰接壤的市镇（或旧市镇、城区）包括：博斯地区维特赖、布维尔。

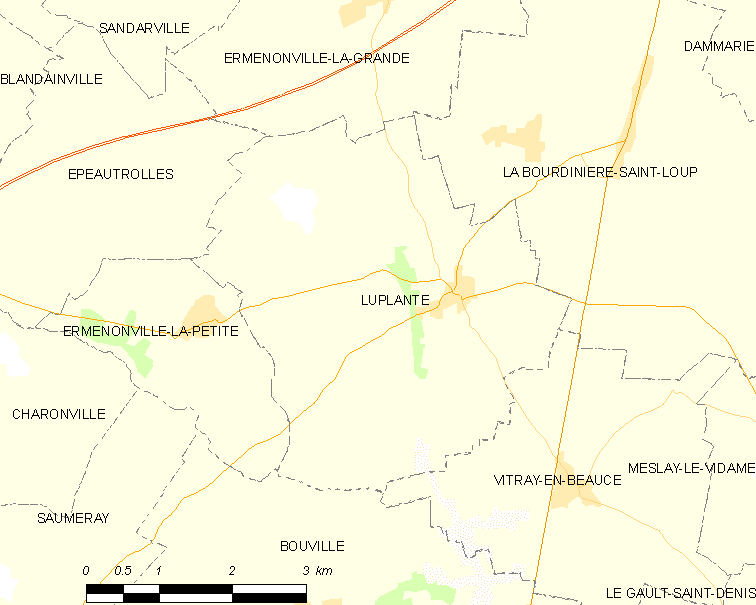
吕普朗泰的OSM定位图

吕普朗泰的时区为UTC+01:00、UTC+02:00（夏令时）。

## 行政
吕普朗泰的邮政编码为28360，INSEE市镇编码为28222。

## 政治
吕普朗泰所属的省级选区为伊利耶孔布赖县。

## 人口

1962-2008年间吕普朗泰人口变化图示

吕普朗泰于2022年1月1日时的人口数量为387人。